# Serie B 2022-2023 (pallanuoto maschile)
L'edizione 2022-2023 del campionato italiano maschile di pallanuoto di Serie B si svolge tra 40 squadre suddivise in 4 gironi secondo la provenienza geografica.
Di seguito l'elenco delle squadre partecipanti:

GIRONE 1:
- Sturla
- Piacenza PN 2018
- NC Monza
- U.S. Locatelli
- PN Bergamo
- Acquatica Torino
- Rangers PN Vicenza
- Sporting Lodi
- Cus Gaes Milano
- PN Busto

GIRONE 2:
- Lerici Sport
- Pol. Delta
- Aragno Rivarolesi
- Osimo Pirates WP
- CN Mar. Carrara
- Rapallo Nuoto
- Lib. RN Perugia
- Sea Sub Modena
- RN Roma Vis Nova
- San Giorgio WP

GIRONE 3:
- Nuoto 2000 Napoli
- WP Bari
- San Mauro N.
- Basilicata Nuoto 2000
- Villa York SC
- Lib. Roma Eur PN
- Aquademia
- Club Aq. Pescara
- CC Lazio WP
- Fiorillo Academy

GIRONE 4:
- RN Arechi
- Crotone
- WS Napoli Lions
- CN Salerno
- Pol. Muri Antichi
- Pol. Acese
- Unime
- Ortigia Academy
- Triscelon Etna Sport
- Brizz Nuoto